# Двійкові префікси
Двійкові префікси — особливі префікси для круглих двійкових чисел (тобто чисел, представлених у двійковій системі числення), призначені замінити неправильно використовувані префікси SI для круглих десяткових чисел.

## Історія
Обсяг одного модуля напівпровідникової пам'яті є степенем двійки (для зручності адресації). 1024 байти (біта, слова тощо) спочатку називалися K (ка), щоб не плутати з «кіло». Зокрема, в документації до однієї з радянських ЕОМ сказано, що обсяг її пам'яті 32 K слів. Проте розповсюдилося помилкове читання цієї одиниці «кіло». Більші похідні одиниці стали називатися аналогічно. Наприклад, 220 байта стали називати мегабайтом, 230 — гігабайтом, і. т.д.
У березні 1999 року Міжнародна електротехнічна комісія ввела новий стандарт іменування двійкових чисел. Префікси МЕК схожі з префіксами SI: вони починаються на ті ж склади, але другий склад у всіх двійкових приставок — бі (англ. binary — «двійковий»). Стандарт був затверджений міжнародно, але введені назви практично не використовуються, очевидно, через їх неблагозвуччя: Кілобайт звучить приємніше, ніж кібібайт.
У стандарті МЕК не вказані числа більше екса-, але можна припустити, що, аналогічно, в заміну зетта- і йотта-, слід застосовувати зебі- і йобі-.
Цей переклад вимови двійкових одиниць вимірювання, є не найприйнятнішим для української мови, і тому офіційно не затверджений. Але позначення звучать цілком добре в українській мові, та мають усі можливості прижитися, якщо читати їх так, як вони пишуться: "кібайт", "мібайт", "гібайт", "тібайт", "пібайт", "ейбайт", "зибайт", "вібайт", а також "кібіт", "мібіт", "гібіт", "тібіт", "пібіт", "ейбіт", "зібіт", "вібіт".

## Застосування двійкових і десяткових префіксів
Для сучасної комп'ютерної індустрії характерна плутанина двійкових та десяткових префіксів.
Двійкові кіло-, мега-, гігабайти застосовуються:
- у файлових менеджерах та іншому програмному забезпеченні для скороченого задання розміру файлів. Тобто, якщо програма говорить, що розмір файлу 100 кілобайтів, його розмір приблизно рівний 102,4 тис. байт.
- виробниками різних видів напівпровідникових запам'ятовувальних пристроїв (оперативна пам'ять, флеш-пам'ять), та ін.

Десяткові кіло-, мега-, гігабіти(байти) застосовуються:
- у телекомунікаціях, наприклад «канал у 128 кілобітів в секунду».
- провайдерами інтернет-зв'язку (напр. "трафік 500 МБ" означає трафік 500 млн байт, ~476,8 МіБ)
- при завданні розміру жорстких дисків. (напр. диск на 40 гігабайтів має повний розмір 40 млрд байт, ~37,25ГіБ).
- при завданні розміру DVD диска (напр. DVD місткістю 4,7 GB вміщує 4 700 000 000 байтів, ~4,38 ГіБ)
- при неформальному спілкуванні

Розмір тридюймової дискети в 1,44 М задається у двійково-десяткових мегабайтах, один такий мегабайт дорівнює 1 024 000 байтам.
| Префікс | Скорочення: -біт, -байт | Значення                        |
| ------- | ----------------------- | ------------------------------- |
| кібі    | Кібіт, КіБ              | 210 = 1024                      |
| мебі    | Мебіт, МіБ              | 220 = 1 048 576                 |
| гібі    | Гібіт, ГіБ              | 230 = 1 073 741 824             |
| тебі    | Тебіт, ТіБ              | 240 = 1 099 511 627 776         |
| пебі    | Пебіт, ПіБ              | 250 = 1 125 899 906 842 624     |
| ексбі   | Еібіт, ЕіБ              | 260 = 1 152 921 504 606 846 976 |